# Rhagologus leucostigma
Rhagologus leucostigma là một loài chim trong họ đơn loài Rhagologidae, nhưng trước đây từng được xếp trong họ Pachycephalidae.
Loài chim này được tìm thấy trong vùng cao nguyên thuộc New Guinea, nơi môi trường sống tự nhiên của nó là các khu rừng miền núi ẩm ướt nhiệt đới và cận nhiệt đới.

## Phân loại và hệ thống học
Họ này chỉ bao gồm 1 loài đặc hữu Papua, với tên gọi trong tiếng Anh là Mottled Berryhunter, tên khác Mottled Whistler.
Jønsson et al. (2016) khuyến cáo xử lý nó như là một họ riêng biệt. Aggerbeck et al. (2014) coi nó là chị em với Artamidae, còn các loài mỏ thuyền (Machaerirhynchus spp.) có quan hệ gần hơn với nhánh Aegithinidae/Vangidae. Độ hỗ trợ cho bất kỳ vị trí cụ thể nào của R. leucostigma và mỏ thuyền là yếu trong mọi nghiên cứu.
Sắp xếp như một họ độc lập là lấy theo Jønsson et al. (2016) . Vì thế, sẽ là không ngạc nhiên khi các nghiên cứu trong tương lai có thể xếp nó ở vị trí khác trong phạm vi Malaconotoidea.

## Phân loài
- R. l. leucostigma: Tây bắc New Guinea (các dãy núi Arfak và Tamrau).
- R. l. novus: Bắc New Guinea (các dãy núi Weyland và Nassau).
- R. l. obscurus: Các dãy núi miền trung và đông nam New Guinea và bán đảo Huon.